# Polygala alpina
Polygala alpina es una especie de Magnoliopsida del género Polygala, de la familia Polygalaceae, del orden Fabales.

## Distribución
Polygala alpina se distribuye por Suiza, Austria, España, Andorra, Francia, norte de Italia y Romania.

## Taxonomía
Fue descrita científicamente por el botánico alemán Ernst Gottlieb von Steudel. La descripción de la especie fue publicada por primera vez en Nomenclator Botanicus 642 en 1821.